# Fornovo di Taro
Fornovo di Taro is een gemeente in de Italiaanse provincie Parma (regio Emilia-Romagna) en telt 6065 inwoners (31-12-2004). De oppervlakte bedraagt 57,6 km², de bevolkingsdichtheid is 105 inwoners per km².

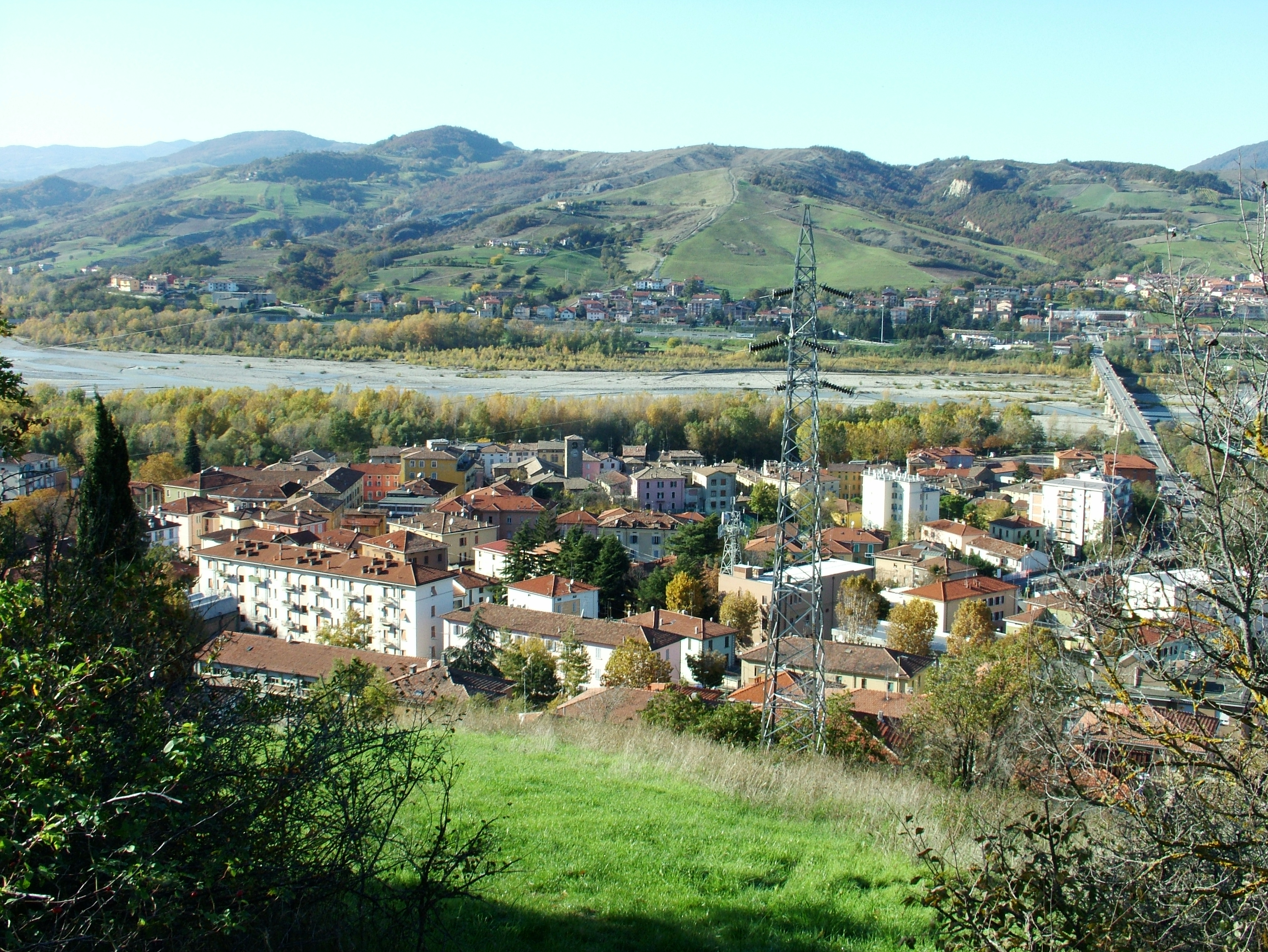
Fornovo
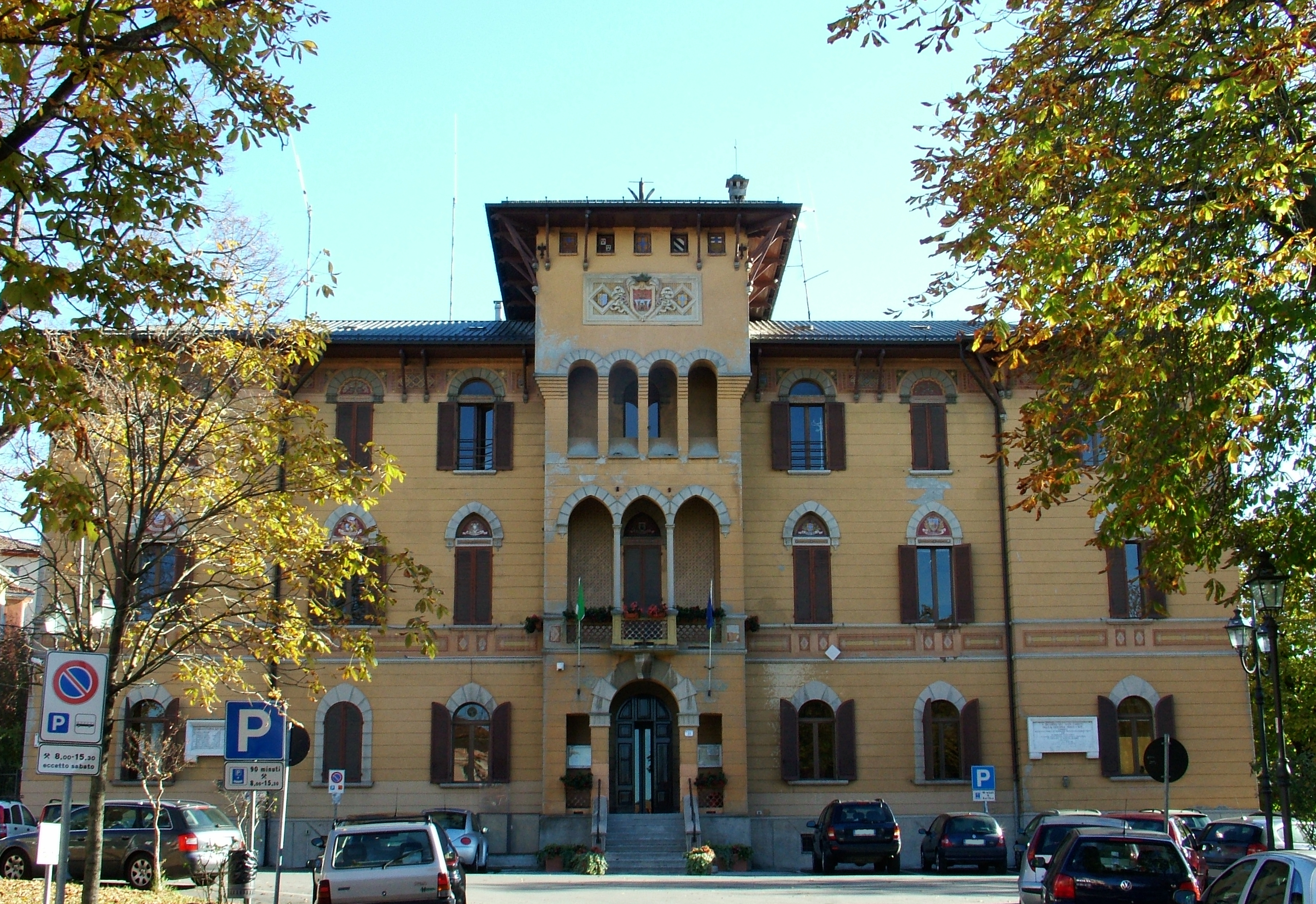
Gemeentehuis

## Buurtschappen
De volgende frazioni maken deel uit van de gemeente: Banzola, Cafragna, Camporosso, Case Borgheggiani, Case Rosa, Case Stefanini, Caselle, Citerna, Citerna Vecchia, Faseto, Fornace, La Costa, La Magnana, Le Capanne, Neviano de' Rossi, Osteriazza, Piantonia, Piazza, Provinciali, Respiccio, Riccò, Roncolongo, Salita-Riola, Sivizzano, Spagnano, Triano, Villanova, Vizzola.

## Demografie
Fornovo di Taro telt ongeveer 2606 huishoudens. Het aantal inwoners steeg in de periode 1991-2001 met 1,3% volgens cijfers uit de tienjaarlijkse volkstellingen van ISTAT.
| Jaar | Inwoneraantal |
| ---- | ------------- |
| 1991 | 5906          |
| 2001 | 5984          |

## Geografie
Fornovo di Taro grenst aan de volgende gemeenten: Collecchio, Medesano, Sala Baganza, Solignano, Terenzo, Varano de' Melegari.

## Bezienswaardigheid
Fornovo di Taro ligt aan de Via Francigena, een oude pelgrimsroute die Canterbury met Rome verbindt. De parochiekerk Assunzione di Maria Vergine is een van de vele romaanse kerken die de bedevaarders onderweg bezochten. Op de voorgevel zijn verscheidene bas-reliëfs ingewerkt. Het grootste bevindt zich aan de rechterkant van de voorgevel. Het stelt links een hellemonster voor dat zondaars binnenslikt en rechts twee duivels die met hun blaasbalgen het vuur aanwakkeren onder een grote ketel vol zondaars. Tussen die twee afschrikwekkende taferelen in zit een gierigaard die gebukt gaat onder het gewicht van zijn schatten. Op het bas-reliëf aan de linkerkant van de voorgevel gaan twee figuren een gevecht aan. Boven het hoofdportaal bevinden zich twee zogeheten baies géminées. De bovenboog van het eenvoudige zijportaal is omgeven door een krans van gebeeldhouwde dieren.

## Geschiedkundig feit
In 1495, helemaal in het begin van de Italiaanse Oorlogen (1494-1559), vond hier de Slag bij Fornovo plaats. Karel VIII van Frankrijk verloor de slag tegen de Liga van Venetië en werd tijdelijk uit Italië verjaagd.